# خورشید میدرخشد
خورشید می‌درخشد فیلمی به کارگردانی سردار ساگر و نویسندگی سردار ساگر و نصرت‌الله وحدت محصول سال ۱۳۳۵ است.

## خلاصه داستان
صفرعلی به همراه همسرش محبوبه و پدر او به تهران می‌آید تا درآمد بیشتر و زندگی مرفه تری به دست آورد...

## بازیگران
- نصرت‌الله وحدت
- شهین
- حیدر صارمی
- جواد تقدسی
- شمس
- رحیم روشنیان
- عباس مصدق

## موسیقی فیلم
در کنار قطعات استفاده شده از موسیقی کلاسیک، ‌برپایه تیتراژ فیلم،‌ گویا سه ترانه برای آن ساخته شده است:
- آهنگ خورشید می درخشد (الهی به امید تو)، ‌ساخته حسین رضوی (؟)، شعر دکتر طاهری (وفا)
- آهنگ خروسخوان،‌ ساخته حبیب الله بدیعی ،‌ شعر جهانگیر سرتیپ پور
- آهنگ ساغر و پیمانه،‌ ساخته بهرام حسن زاده ،‌ شعر ایرج تیمورتاش

خواننده آواز: شوکتی